# Gonet Geneva Open 2023 - Qualificazioni singolare
Le qualificazioni del singolare maschile del Gonet Geneva Open 2023 sono state un torneo di tennis preliminare per accedere alla fase finale della manifestazione. I vincitori dell'ultimo turno sono entrati di diritto nel tabellone principale. In caso di ritiro di uno o più giocatori aventi diritto a questi sono subentrati i lucky loser, ossia i giocatori che hanno perso nell'ultimo turno ma che avevano una classifica più alta rispetto agli altri partecipanti che avevano comunque perso nel turno finale.

## Teste di serie
1. Thiago Monteiro (ultimo turno)
2. Arthur Cazaux (ultimo turno)
3. Alessandro Giannessi (ultimo turno)
4. Abedallah Shelbayh (primo turno)

1. Marek Gengel (primo turno)
2. Vitalij Sačko (qualificato)
3. Salvatore Caruso (primo turno)
4. Elmar Ejupovic (primo turno)

## Qualificati
1. Daniel Rincón
2. Nino Serdarušić

1. Vitalij Sačko
2. Stefano Travaglia

## Tabellone

### Sezione 1
|  | Primo turno | Primo turno       | Primo turno       | Primo turno | Primo turno |  |  | Ultimo turno | Ultimo turno    | Ultimo turno | Ultimo turno | Ultimo turno |  |
|  |             |                   |                   |             |             |  |  |              |                 |              |              |              |  |
|  | 1           | Thiago Monteiro   | Thiago Monteiro   | 6           | 6           |  |  |              |                 |              |              |              |  |
|  |             | Fernando Verdasco | Fernando Verdasco | 2           | 2           |  |  | 1            | Thiago Monteiro | 6            | 4            | 3            |  |
|  |             | Daniel Rincón     | 6                 | 5           | 6           |  |  |              | Daniel Rincón   | 3            | 6            | 6            |  |
|  | 7           | Salvatore Caruso  | 4                 | 7           | 2           |  |  |              |                 |              |              |              |  |

### Sezione 2
|  | Primo turno | Primo turno     | Primo turno     | Primo turno | Primo turno |  |  | Ultimo turno | Ultimo turno    | Ultimo turno | Ultimo turno | Ultimo turno |  |
|  |             |                 |                 |             |             |  |  |              |                 |              |              |              |  |
|  | 2/WC        | Arthur Cazaux   | 7               | 65          | 6           |  |  |              |                 |              |              |              |  |
|  | WC          | Jérôme Kym      | 62              | 7           | 4           |  |  | 2/WC         | Arthur Cazaux   | 4            | 6            | 610          |  |
|  |             | Nino Serdarušić | Nino Serdarušić | 6           | 6           |  |  |              | Nino Serdarušić | 6            | 4            | 7            |  |
|  | 5           | Marek Gengel    | Marek Gengel    | 1           | 4           |  |  |              |                 |              |              |              |  |

### Sezione 3
|  | Primo turno | Primo turno          | Primo turno    | Primo turno | Primo turno |  |  | Ultimo turno | Ultimo turno         | Ultimo turno         | Ultimo turno | Ultimo turno |  |
|  |             |                      |                |             |             |  |  |              |                      |                      |              |              |  |
|  | 3           | Alessandro Giannessi | 3              | 6           | 6           |  |  |              |                      |                      |              |              |  |
|  |             | Denis Jevsejev       | 6              | 4           | 2           |  |  | 3            | Alessandro Giannessi | Alessandro Giannessi | 5            | 2            |  |
|  | Alt         | Illja Marčenko       | Illja Marčenko | 5           | 2           |  |  | 6            | Vitalij Sačko        | Vitalij Sačko        | 7            | 6            |  |
|  | 6           | Vitalij Sačko        | Vitalij Sačko  | 7           | 6           |  |  |              |                      |                      |              |              |  |

### Sezione 4
|  | Primo turno | Primo turno        | Primo turno        | Primo turno | Primo turno |  |  | Ultimo turno | Ultimo turno      | Ultimo turno      | Ultimo turno | Ultimo turno |  |
|  |             |                    |                    |             |             |  |  |              |                   |                   |              |              |  |
|  | 4           | Abedallah Shelbayh | Abedallah Shelbayh | 1           | 1           |  |  |              |                   |                   |              |              |  |
|  |             | Stefano Travaglia  | Stefano Travaglia  | 6           | 6           |  |  |              | Stefano Travaglia | Stefano Travaglia | 6            | 6            |  |
|  |             | Viktor Durasovic   | 4                  | 6           | 6           |  |  |              | Viktor Durasovic  | Viktor Durasovic  | 4            | 2            |  |
|  | 8           | Elmar Ejupovic     | 6                  | 2           | 3           |  |  |              |                   |                   |              |              |  |